# Hendrik Jan Davids
Hendrik Jan Davids (De Bilt, 30 januari 1969) is een voormalig tennisser uit Nederland. Davids speelde linkshandig, en was tussen 1987 en 1997 als professional actief.
Davids was voornamelijk actief in het dubbelspel en behaalde in 1994 de 26e positie op de wereldranglijst van het dubbelspel. Hij won zeven toernooien en verloor ook zeven finales van ATP-toernooien.

## Palmares
| Legenda                       |
| ----------------------------- |
| Grand Slam                    |
| Olympische Spelen             |
| Tennis Masters Cup            |
| ATP Masters Series            |
| ATP International Series Gold |
| ATP International Series      |

### Dubbelspel
| nr.                           | finaledatum      | toernooi            | ondergrond    | partner          | tegenstanders                  | score         |  |
| ----------------------------- | ---------------- | ------------------- | ------------- | ---------------- | ------------------------------ | ------------- |  |
| Gewonnen finales heren dubbel |                  |                     |               |                  |                                |               |  |
| 1.                            | 1990             | Moskou, Sovjet-Unie | Indoor tapijt | Paul Haarhuis    | John Fitzgerald Anders Järryd  | 6–4, 7–6      |  |
| 2.                            | 1991             | Rosmalen, Nederland | Gras          | Paul Haarhuis    | Richard Krajicek Jan Siemerink | 6–3, 7–6      |  |
| 3.                            | 1992             | Estoril, Portugal   | Gravel        | Libor Pimek      | Luke Jensen Laurie Warder      | 3–6, 6–3, 7–5 |  |
| 4.                            | 1992             | Gstaad, Zwitserland | Gravel        | Libor Pimek      | Petr Korda Cyril Suk           | walk-over     |  |
| 5.                            | 1993             | Praag, Tsjechië     | Gravel        | Libor Pimek      | Jorge Lozano Jaime Oncins      | 6–3, 7–6      |  |
| 6.                            | 1993             | Bolzano, Italië     | Indoor tapijt | Piet Norval      | David Adams Andrej Olchovski   | 6–3, 6–2      |  |
| 7.                            | 1997             | Santiago, Chili     | Gravel        | Andrew Kratzmann | Julian Alonso Nicolás Lapentti | 7–6, 5–7, 6–4 |  |
| Gewonnen finales heren dubbel |                  |                     |               |                  |                                |               |  |
| 1.                            | 8 april 1990     | Estoril             |               |                  |                                |               |  |
| 2.                            | 14 oktober 1990  | Curitiba            |               |                  |                                |               |  |
| 3.                            | 21 oktober 1990  | Ilhéus              |               |                  |                                |               |  |
| 4.                            | 16 mei 1993      | Dresden             |               |                  |                                |               |  |
| 5.                            | 21 augustus 1994 | Graz                | Gravel        | Stephen Noteboom | Wayne Arthurs Simon Youl       | 4-6, 6-3, 7-6 |  |